# رايموند هوب
رايموند هوب (بالإنجليزية: Raymond Hope)‏ (19 يناير 1904 في نيوزيلندا - 24 يونيو 1978 في نيوزيلندا) هو لاعب كريكت نيوزلندي. لعب مع فريق كانتربري للكريكت ‏ وWellington cricket team ‏.